# Kanzlermehrheit
Kanzlermehrheit ist eine informelle Bezeichnung für eine bestimmte Mehrheit der Mitglieder des Deutschen Bundestags. In der Verfassung wird diese Mehrheit als „Mehrheit der Mitglieder des Bundestages“ umschrieben und im Art. 121 Grundgesetz (GG) als „die Mehrheit ihrer gesetzlichen Mitgliederzahl“ definiert. Somit ist die Kanzlermehrheit eine absolute Mehrheit aller – nicht nur der aktuell anwesenden – Abgeordneten.
Der Deutsche Bundestag hat seit der Bundestagswahl 2025 gemäß § 1 Abs. 1 Satz 1 BWahlG 630 Sitze; für die Kanzlermehrheit sind dann mindestens 316 Stimmen erforderlich. Damit unterscheidet sich die Kanzlermehrheit von der einfachen Mehrheit, bei der es sich um die Mehrheit der Abstimmenden (unabhängig von der Mitgliederzahl und Enthaltungen) handelt, und der Zwei-Drittel-Mehrheit.
Die Kanzlermehrheit wird zunächst bei Abstimmungen benötigt, die den Bundeskanzler direkt betreffen:
- Wahl des Bundeskanzlers (außer im dritten Wahlgang; fehlende Kanzlermehrheit begründet ein Recht des Bundespräsidenten, den Bundestag aufzulösen)
- Abwahl und gleichzeitige Neuwahl des Bundeskanzlers (konstruktives Misstrauensvotum)
- Vertrauensfrage

Insbesondere aus der Notwendigkeit der im Gesetzestext nicht speziell benannten absoluten Mehrheit für die Wahl des Bundeskanzlers leitet sich der Begriff Kanzlermehrheit ab.
Darüber hinaus kann durch eine Kanzlermehrheit der Einspruch des Bundesrates bei nicht zustimmungsbedürftigen Gesetzen zurückgewiesen werden (Art. 77 GG), sofern der Bundesrat diesen Einspruch nur mit absoluter Mehrheit und nicht mit zwei Dritteln der Stimmen beschlossen hat. Auch ein Gesetz zur näheren Bestimmung über Gebietsänderungen der Länder nach Art. 29 Abs. 7 GG bedarf der absoluten Mehrheit im Sinne des Art. 121 GG, ebenso die Errichtung bundeseigener Mittel- und Unterbehörden (Art. 87 Abs. 3 Satz 2 GG) und die Aufhebung eines Beschlusses eines internationalen Organs im Spannungsfall (Art. 80a Abs. 3 Satz 2 GG). 
Für andere Abstimmungen genügt in der Regel die Mehrheit der anwesenden Abgeordneten (einfache Mehrheit, vgl. Art. 42 Abs. 2 Satz 1 GG). In einigen Fällen schreibt das Grundgesetz aber auch eine Mehrheit von zwei Dritteln der Abstimmenden (z. B. für die Feststellung des Spannungsfalles, Art. 80a Abs. 1 Satz 2 GG) oder – als höchste Hürde – der Mitglieder des Bundestages (insbes. für die Grundgesetzänderung, Art. 79 Abs. 2 GG) vor.
Für das Erreichen einer Kanzlermehrheit genügen (außer im Falle einer Minderheitsregierung) die Stimmen der Abgeordneten der Regierungsfraktion bzw. der Fraktionen der Regierungskoalition. Für die politische Arbeit des Parlamentes wird es als wichtig angesehen, dass eine Regierung in wichtigen Fragen tatsächlich über eine stabile Kanzlermehrheit verfügen kann und diese von den Abgeordneten der eigenen Fraktion(en) gebildet wird. Ist dies wegen mangelnder Fraktionsdisziplin oder z. B. wegen Fraktionsaustritten von Abgeordneten nicht mehr gewährleistet, kann dies zu einer Regierungskrise führen, weil dadurch wichtige Entscheidungen der Regierung abhängig von Stimmen der Opposition sein könnten.